# Tavria Simferopol
Maillots
Le Sportivny Klub Tavria Simferopol (en ukrainien : Спортивний клуб «Таврія» Сімферополь, et en russe : Спортивный Клуб Таврия Симферополь), plus couramment abrégé en Tavria Simferopol, est un club ukrainien de football fondé en 1958 et basé dans la ville de Simferopol, en Crimée.
Il remporte le tout premier Championnat d'Ukraine post-période soviétique en 1992.
Après la crise de Crimée, un nouveau club russe, le Skif Simferopol, est fondé en 2014. Tavria Simferopol est recréé en 2016 à Nova Kakhovka dans l'oblast de Kherson.

## Historique
Cette équipe joue notamment en juillet 2001 contre le PSG, et en juillet 2008 contre le Stade rennais à l'occasion du 3e tour de la Coupe Intertoto, indispensable pour accéder au tour préliminaire de la Coupe UEFA.
En 2001, le Paris SG l'emporte 0-1 à Simferopol et 4-0 à domicile à Toulouse (le Parc des Princes étant suspendu). Le PSG gagnera la compétition en finale contre Brescia. En 2008, le Stade rennais et Simferopol gagnant leur match à domicile (1-0 pour Rennes puis 1-0 pour Simferopol), il faut une longue séance de tirs au but pour les départager, et qui tourne à l'avantage des Rennais (10 tirs au but à 9).

### Dates clés
- 1958 : fondation du club sous le nom de Avanguard Simferopol
- 1963 : le club est renommé Tavria Simferopol
- 1992 : 1re participation à une Coupe d'Europe (C1, saison 1992/93)

## Bilan sportif

### Palmarès
| \| - Championnat d'Ukraine (1) : - Champion : 1992 - Coupe d'Ukraine (1) : - Vainqueur : 2009-10. - Finaliste : 1993-94. \| \| - Supercoupe d'Ukraine : - Finaliste : 2010. \| |  |                                              |
| - Championnat d'Ukraine (1) : - Champion : 1992 - Coupe d'Ukraine (1) : - Vainqueur : 2009-10. - Finaliste : 1993-94.                                                          |  | - Supercoupe d'Ukraine : - Finaliste : 2010. |

### Classements en championnat
La frise ci-dessous résume les classements successifs du club en championnat d'Union soviétique.
La frise ci-dessous résume les classements successifs du club en championnat d'Ukraine.

### Bilan européen
Note : dans les résultats ci-dessous, le score du club est toujours donné en premier.
| Saison    | Compétition         | Tour              | Adversaire          | Domicile | Extérieur | Total              |
| --------- | ------------------- | ----------------- | ------------------- | -------- | --------- | ------------------ |
| 1992-1993 | Ligue des champions | Tour préliminaire | Shelbourne FC       | 2 - 1    | 0 - 0     | 2 - 1              |
| 1992-1993 | Ligue des champions | Premier tour      | FC Sion             | 1 - 3    | 1 - 4     | 2 - 7              |
| 2001      | Coupe Intertoto     | Deuxième tour     | Spartak Varna       | 2 - 2    | 3 - 0     | 5 - 2              |
| 2001      | Coupe Intertoto     | Troisième tour    | Paris Saint-Germain | 0 - 1    | 0 - 4     | 0 - 5              |
| 2008      | Coupe Intertoto     | Deuxième tour     | FC Tiraspol         | 3 - 1    | 0 - 0     | 3 - 1              |
| 2008      | Coupe Intertoto     | Troisième tour    | Stade rennais       | 1 - 0    | 0 - 1     | 1 - 1 (9 - 10 tab) |
| 2010-2011 | Ligue Europa        | Barrages          | Bayer Leverkusen    | 1 - 3    | 0 - 3     | 1 - 6              |

Légende
- Victoire ou qualification pour le tour suivant
- Match nul
- Défaite ou élimination de la compétition

## Personnalités du club

### Présidents du club
- Serhi Kounitsyne

### Entraîneurs du club
La liste suivante présente les différents entraîneurs connus du club.
- Nikolaï Glebov (1958-1959)
- Ramiz Karitchev (uk) (1960)
- Antonin Sochnev (mai 1962-août 1963)
- Anatoliy Zayaev (en) (août 1963-décembre 1963)
- Boris Gorelov (1964-août 1965)
- Vladimir Soutchkov (août 1965-novembre 1965)
- Ievgueni Chpiniov (1966)
- Vladimir Ioulyguine (1967)
- Anatoli Zoubritsky (uk) (1968-1969)
- Valentin Bouboukine (1970-1972)
- Oleksandr Houlevsky (uk) (1973)
- Sergueï Chapochnikov (en) (1974-1977)
- Boris Batanov (en) (janvier 1978-mai 1978)
- Vadim Ivanov (en) (juin 1978-juin 1979)
- Anatoliy Zayaev (en) (juin 1979-décembre 1979)
- Anatoli Polossine (en) (1980-1981)
- Igor Voltchok (janvier 1982-mai 1982)
- Anatoli Konkov (juin 1982-décembre 1983)
- Guennadi Logofet (janvier 1984-juin 1984)
- Anatoli Konkov (juillet 1984-décembre 1985)
- Anatoli Polossine (en) (1986)
- Viatcheslav Soloviov (1987-1988)
- Mykola Pavlov (en) (janvier 1989-juillet 1990)
- Andriy Tcheremissine (août 1990-décembre 1990)
- Anatoliy Zayaev (en) (janvier 1991-juillet 1994)
- Pavlo Kostyne (juillet 1994-septembre 1994)
- Andriy Tcheremissine (septembre 1994-décembre 1994)
- Vitaliy Shalychev (en) (janvier 1995-mai 1995)
- Anatoliy Zayaev (en) (mai 1995-décembre 1995)
- Youriy Kerman (janvier 1996-mars 1996)
- Ivan Balan (en) (mars 1996-août 1996)
- Serhiy Chevtchenko (en) (août 1996-décembre 1996)
- Mykola Pavlov (en) (décembre 1996-avril 1997)
- Valeri Tchvediouk (avril 1997-décembre 1997)
- Ivan Balan (en) (janvier 1998-mai 1998)
- Viktor Hratchov (mai 1998-janvier 1999)
- Valeriy Petrov (en) (janvier 1999-juin 1999)
- Anatoliy Korobochka (en) (juin 1999-mars 2000)
- Volodymyr Muntian (mars 2000-juin 2000)
- Oleksandr Ishchenko (en) (juillet 2000-mai 2001)
- Valeriy Petrov (en) (mai 2001-mai 2002)
- Anatoliy Zayaev (en) (mai 2002-septembre 2004)
- Oleh Fedorchuk (en) (septembre 2004-décembre 2005)
- Mykhailo Fomenko (janvier 2006-septembre 2008)
- Serhiy Puchkov (en) (septembre 2008-septembre 2010)
- Valeriy Petrov (en) (septembre 2010-mai 2011)
- Semen Altman (en) (juin 2011-juin 2012)
- Oleh Luzhnyy (juin 2012-juin 2013)
- Giannis Christopoulos (en) (juin 2013-décembre 2014)
- Nikolay Kostov (en) (janvier 2014-juin 2014)
- Serhiy Chevtchenko (septembre 2016-décembre 2020)
- Oleh Fedortchouk (janvier 2021-avril 2021)
- Youriy Tchoumak (avril 2021-juin 2021)
- Serhiy Poutchkov (juin 2021-septembre 2021)
- Youriy Tchoumak (septembre 2021 -)

### Joueurs emblématiques du club
La liste suivante présente des joueurs dont le passage au club a été notable,.
- Iouri Adjem (en) (1971-1978)
- Iouri Bondarenko (uk) (1982-1983, 1986-1987)
- Viktor Haloustov (uk) (1981-1983, 1985-1989)
- Volodymyr Hryhoriev (uk) (1967-1972, 1976)
- Viktor Iourkovsky (uk) (1974-1976, 1980-1985)
- Anatoliy Korobochka (en) (1973-1977)
- Ihor Leonov (en) (1984-1988)
- Hennadiy Lysenchuk (en) (1973-1977)
- Volodymyr Naumenko (uk) (1979-1986, 1988)
- Valeriy Petrov (en) (1980-1984)
- Anatoliy Korobochka (en) (1973-1977)
- Oleh Serebriansky (uk) (1977-1982, 1986-1987)
- Serhiy Prychynenko (en) (1980-1983, 1985-1989)
- Oleksiy Antyukhin (en) (1993-1996, 1999-2000)
- Boris Bilochapka (uk) (1986-1991, 1999)
- Serhiy Chevtchenko (en) (1986-1993)
- Edmar (2003-2007)
- Maksym Feshchuk (en) (2009-2013)
- Iouri Doniouchkine (uk) (1996-2004)
- Oleksandr Haydash (en) (1986-1999, 2001-2004)
- Denys Holaydo (2002-2011)
- Oleksandr Holovko (1992-1995, 2004-2006)
- Volodymyr Homenyuk (2004-2008)
- Yuriy Hudymenko (1992-1993)
- Andriy Kornyev (en) (2005-2007, 2007-2011)
- Oleksandr Kovpak (2005-2010)
- Oleksandr Koudenok (uk) (1990-2001)
- Maksym Levytskyy (1992-1999)
- Anton Monakhov (en) (2005-2006, 2009-2011)
- Andriy Oparine (uk) (1991-2001)
- Oleksiy Osipov (en) (1993-1994, 2002-2003, 2006)
- Talyat Sheikhametov (en) (1990-1994)
- Viktor Smihounov (uk) (1988-1991, 1995-2000)
- Mykola Tourtchynenko (uk) (1988-1993)
- Ihor Volkov (uk) (1983-1986, 1988-1997)
- Serhiy Yesin (en) (1992-2000, 2004-2005)
- Vasil Gigiadze (2000-2005, 2008-2012)
- Vidmantas Vyšniauskas (en) (1990-1993)
- Lucky Idahor (2007-2012)
- Željko Ljubenović (en) (2006-2011)
- Slobodan Marković (2007-2012)